# GJ 3512
GJ 3512とは、地球から見ておおぐま座の方向に存在する恒星である。見かけの等級は+15.05で、肉眼で観測することは不可能であるが、望遠鏡を用いることで観測が可能となる。GJ 3512は視差に基づいて太陽から31光年の距離に存在する。それは高い固有運動を持っており、1.311″ 年−1の速度で天球上を横断している。GJ 3512の視線速度の測定はあまり正確ではないが、約8km/sの速度で遠ざかっているとされる。
GJ 3512のスペクトル分類はdM5.5であり、これは核が水素核融合によってエネルギーを生成している小さな赤色矮星であることを示している。太陽のような14年の周期で適度な量の磁気活動を示している。~87日続く低レベルの変動は、おおよその自転周期と一致している。GJ 3512は太陽質量の12.5%、太陽半径の16%を持っている。有効温度は3,081ケルビンで、太陽光度の1.6%を放射している。

## 惑星系
GJ 3512の周囲を公転している軌道離心率の大きな巨大ガス惑星（GJ 3512 b）は、ドップラー分光法を用いて2019年に発見された。主星の質量はこの惑星の質量のわずか250倍であり、惑星形成の以前からのモデルに疑問を投げかけている。主星が散開星団で生まれた場合、この惑星は代わりに、より質量の大きい主星の周りに形成され、相互作用の影響で元の主星から引き離され、現在の主星の惑星となった可能性がある。この惑星の軌道離心率は、同じ惑星系に存在する他の太陽系外惑星の放出によって引き起こされた可能性がある。また、主星からより遠くを公転する離心率の小さい2番目の巨大ガス惑星（GJ 3512 c）も存在している。
| 名称 （恒星に近い順） | 質量            | 軌道長半径 （天文単位） | 公転周期 (日)   | 軌道離心率    | 軌道傾斜角 | 半径 |
| --------------------- | --------------- | ----------------------- | --------------- | ------------- | ---------- | ---- |
| b                     | ≥0.463±0.023 MJ | 0.338+0.008 −0.0084     | 203.59±0.14     | 0.4356±0.0052 | —          | —    |
| c                     | 0.20±0.01 MJ    | 1.292±0.003             | 1599.6+1.1 −0.8 | 0.0183±0.0001 | —          | —    |